# Сирин бинт Шамун
Сирин бинт Шам’ун (араб. سيرين بنت شمعون‎) — египетская коптская христианка. Сестра Марии аль-Кибтийи, наложницы пророка Мухаммада и жена Хассана ибн Сабита.

## Биография
Отца Сирин звали Шам’ун, он был одним из авторитетных коптских христиан. Мать имела римское происхождение. 
В 627 году пророк Мухаммад отправил письма ближневосточным правителям, в котором он известил их о появлении новой веры и пригласил присоединиться к нему. К правителю Египта Мукаукису письмо доставил Хатиб ибн Абу Балта. В ответ на письмо Мукаукис отправил подарки, в числе которых были две рабыни (Мария и Сирин), раб по имени Мабур, тысячи мискалей золота, двадцать атласных одежд, мул по кличке «Дальдаль» и осёл по кличке «Яфур». По дороге в Медину Хатиб ибн Абу Балта разговорился с рабами. Обе девушки приняли ислам и вошли в Медину будучи верующими мусульманками. В том же году мединский поэт Хассан ибн Сабит участвовал в истории о клевете на жену пророка Мухаммада Аишу. Хассан подвергся нападению от Сафвана ибн Мукатиля и получил ранения. В качестве компенсации Хассану была подарена Сирин и дворец Яраху. 
У Хассана и Сирин родился сын Абдуррахман.